# مركز جوسية الحدودي
معبر جوسية الحدودي أحد المعابر الخمسة على الحدود بين سوريا و لبنان يربط بين قرية جوسية غرب مدينة القصير في سوريا وقرى القاع في لبنان .
اغلق بشكل تام اواخر العام 2012 بسبب تداعيات الأزمة السورية ليعاد افتتاجه في عام 2017 من قبل الحكومتين السورية واللبنانية .